# 오토하네 에미
오토하네 에미(일본어: 乙羽 映見 おとはね えみ[*], 7월 27일 - )는 전 다카라즈카 가극단 하나구미 여역이다.
오이타현 오이타시, 시립 세키덴 중학교 출신이다. 키 165cm, 혈액형 A형, 애칭은 "Emi", "에미치이"이다.

## 약력
2008년, 다카라즈카 음악학교에 입학하였다.
2010년, 다카라즈카 가극단 96기생으로 입단. 입단 시 성적은 5등. 츠키구미 공연 『THE SCARLET PIMPERNEL』로 초무대. 그 후, 하나구미에 배속되었다.
2015년, 쇼 「Melodia」에서 첫 에트와르에 발탁되었다. 그 후에도, 가수로 많이 기용되었고, 2019년 11월 24일, 아스미 리오 퇴단공연 「A Fairy Tale／샤름!」 도쿄 공연 천추락을 기해, 다카라즈카 가극단을 퇴단하였다.

## 인물
학생 시절에는 육상부에 소속되어, 단거리 달리기와 허들을 하였다.
다카라즈카 첫 관람은 2001년 츠키구미 전국투어 「대해적／재즈마니아」이다. 남역과 여역의 화려함과 예쁨에 압도되어, 자신도 이 눈부신 무대에 서고 싶다고 생각하고, 음악학교 수험을 결심했다.